# Adobe Persuasion
Adobe Persuasion (anteriorment conegut com a Aldus Persuasion) fou un programa de presentacions desenvolupat per la plataforma Mac per Aldus Corporation. L'any 1994 va ser adquirit per Adobe Systems quan ambdues empreses es van fusionar.
Tot i que les primeres versions eren exclusivament per a Mac, a partir del 1991 es va oferir una versió per Windows 3.0.
El setembre del 1997 Adobe va deixar de produir el programa.
El principal rival d'aquesta era la Microsoft PowerPoint. Altres eren la Lotus Freelance, Harvard Graphics i WordPerfect Presentations.